# Paul N. Raimondi
Paul N. Raimondi (* 20. Jahrhundert) ist ein US-amerikanischer Filmregisseur, Filmproduzent, Drehbuchautor und Kameramann, der 1978 für einen Oscar nominiert war.

## Biografie

### Überblick
Raimondi arbeitet seit über 30 Jahren als Autor, Regisseur und Kameramann. Er begann seinerzeit in Washington D.C. mit politischen, Regierungs- und Industriefilmen sowie vielen Werbespots, die er mit seiner eigenen Firma erstellte. 1989 zog er dann nach Los Angeles um, wurde für einen Oscar und einen Emmy im Bereich Kamera nominiert und drehte viele verschiedene Arten von Filmen: Dokumentarfilme, Industriefilme, Spielfilme, Filme fürs Fernsehen und Werbespots.

### Karriere
Raimondi begann seine Karriere bei einem kleinen Fernsehsender in Maryland, WHAG-TV. Zu seinen Aufgaben gehörte das Drehen von Nachrichtenbeiträgen sowie die Regie und das Drehen lokaler Werbespots im Studio und vor Ort. Nachdem er einen dreißigminütigen Dokumentarfilm über die Geschichte der Gegend produziert hatte, der einige Aufmerksamkeit erregte, beschloss er, sich selbstständig zu machen. Er gründete seine eigene Firma in Washington D.C., die Dokumentarfilme, Industriefilme und Werbespots produzierte. 1989 verlegte er die Firma nach Los Angeles. Er führte Regie und filmte Projekte für National Geographic, die Fernsehserie Smithsonian World, NBC, ExxonMobil, Showtime, USA Today, Jockey Underwear, AT&T, Honda, Chrysler,  Kraft, Marriott und IBM. Er führte auch Regie, schrieb und filmte die Kinotrailer-Reihe für die Los Angeles Times, die in fast allen Kinos in Südkalifornien zu sehen war. Für den 1977 erschienenen Kurzfilm Of Time, Tombs and Treasures wurde Raimondi gemeinsam mit seinem Mitproduzenten und dem Regisseur des Films James R. Messenger für einen Oscar nominiert. Der Film thematisiert die Entdeckung des Grabes des Pharaos Tutanchamun durch Howard Carter.
Raimondi war Co-Autor und Regisseur des Spielfilms Crosscut (1995) und führte Regie bei Episoden der Fernsehserie Sliders (1999). Crosscut wurde für den Wettbewerb beim Hampton’s Film Festival ausgewählt. In dem Action-Drama von 1995 reist der von Costas Mandylor gespielte Martin Niconi durchs Land, um seiner anstrengenden Familie und den damit verbundenen Problemen zu entkommen und landet in einer abgeschiedenen Gegend hoch oben in den Sierra Mountains in Kalifornien, um dort ein neues Leben zu beginnen. Bei dem Fernsehkurzfilm Pictures from Love (2015) führte Raimondi Regie, schrieb das Drehbuch und stand hinter der Kamera. Die Beziehung eines Paares wird durch Bilder aus der Vergangenheit gerettet. Das Video Hunger in the Desert entstand 2019 und dokumentiert die Bemühungen einer kleinen Organisation, die Hungernden in einer kalifornischen Wüste zu ernähren.
Raimondi ist der Direktor von Raimondi Films mit Sitz in Indian Wells in Kalifornien.

## Filmografie (Auswahl)
- 1977: Of Time, Tombs and Treasures (Kurzfilm; Produzent)
- 1979: Koryo Celadon (Kurzfilm; Produzent, Regie)
- 1983: American Playhouse (Fernsehserie S2/E3 Family Business; Kamera)
- 1984–1987: Smithsonian World (Fernsehserie, 5 Folgen; Co-Kameramann)
- 1985: National Geographic Explorer (Fernsehserie S1/E95 Veterinary Vanguard; Produzent, Regie, Kamera)
- 1995: Crosscut – Verfolgt von der Mafia (Crosscut; Regie)
- 1999: Sliders – Das Tor in eine fremde Dimension (Sliders, Fernsehserie S5/E12 Map of the Mind; Regie)
- 2011: Minimize Me (Kurzfilm; Kamera)
- 2015: Pictures from Love (Fernsehkurzfilm; Regie, Drehbuch, Kamera)
- 2019: Hunger in the Desert (Video; Produzent, Regie, Kamera)

## Auszeichnungen (Auswahl)
Academy Awards 1978
- Nominiert für den Oscar in der Kategorie „Bester Dokumentar-Kurzfilm“ für und mit Of Time, Tombs and Treasures zusammen mit James R. Messenger

New York Film Festival
- Gold-, Silber-, Bronze- und „Best of the Festival“-Auszeichnungen

Science-Fiction-Convention
- The Aurora Award – Platin Best of Show

Cine Golden Eagle Awards
- 7 Cine Golden Eagle Awards

Corporate Identity Award der Public Relations Society of America
- Telly Awards – Gold, Silber und Bronze

Virgin Island International Film Festival
- Gold Award beim Virgin Island International Film Festival^

US-Industrial Film Festival
- Sonderpreis für internationale Kommunikation

Interfilm
- Grand Prix – International Communications Award beim Interfilm

Houston International Film Festival
- Gold- und Bronze-Auszeichnungen
- Emmy Award-Nominierung im Bereich Kamera
- Addy Awards
- Mobius Award
- The Communicator Award